# Oscar Chrisman
Oscar Chrisman fue un profesor universitario estadounidense de la Universidad de Ohio del siglo XIX y principios del XX. Su nombre ha sido citado muy a menudo por ser el primer autor moderno que concibió la necesidad de crear una ciencia holística acerca del niño, la cual habría de recibir el nombre de paidología. Fue la primera persona en utilizar la palabra paidologie, con la que tituló su tesis doctoral en 1896. En menos de veinte años, el uso de este tecnicismo se extendió por toda Europa y América. Sin embargo, el hecho de que los franceses impusieran la pedagogía como estudio de la educación y de que en Europa se "psicologizara" el estudio de la infancia por influencia de la psicología genética de Jean Piaget, hace que a lo largo del siglo XX los estudios académicos sobre el niño deriven hacia los métodos de enseñanza o hacia los procesos psicológicos de la mente infantil, por lo que —después de unas décadas de cierto apogeo incipiente— el proyecto de Oscar Chrisman no encuentra continuidad hasta nuestros días.
Actualmente, aunque abundan las referencias al nombre de Oscar Chrisman como el fundador de la paidología, apenas tenemos datos biográficos sobre él.

## Antecedentes y aportes principales
Aunque desde la antigüedad existen textos centrados en el niño, en la mayoría de los casos se refieren al tema desde el punto de vista de la educación y la crianza. También hay quienes sitúan al francés Jean-Jacques Rousseau (1712-1778) como un claro antecedente del pensamiento paidológico, sin embargo su libro Emilio, o De la educación en forma de ensayo no va más allá de reivindicar un estatus de corte romántico para la infancia como un estado distinto de la adultez, sin que ello implicara el desarrollo de una ciencia sobre la infancia.
También se pueden considerar los textos de Tiedemann (1787) Ueber die Entwickelung der Seelenfahigkeiten bei Kindern y Löbisch (1851) Entwickelungsgeschichte der Seele des Kindes como antecedentes más inmediatos del enfoque paidológico, pero no será hasta Chrisman cuando se considere la necesidad de una «ciencia del niño, [que tenga] por misión reunir todo lo concerniente a la naturaleza y desenvolvimiento del niño –donde quiera que este material se encuentre– y organizarlo en un todo sistemático. Su único propósito es el estudio del niño en todas las direcciones, a fin de llegar al conocimiento íntimo de su naturaleza» (Oscar Chrisman).
La influencia que tuvo en su momento fue tal que en Europa se hicieron eco del movimiento paidológico autores como Alfred Binet, Édouard Claparède y Ovide Decroly, y en 1910 se preparó el I Congreso Internacional de Paidología en Bruselas, cuya segunda edición tendrá lugar en 1915 en Madrid, impulsado por la Institución Libre de Enseñanza.
Su obra más citada es The Historical Child. Paidology; The Science of the Child, editado en Boston por The Gorham Press.